# Waking the Demon
«Waking the Demon» (укр. Пробудження демона) — це третій та фінальний сингл валлійського металкор-гурту Bullet for My Valentine, з їх другого альбому «Scream Aim Fire». Продюсером виступив Колін Річардсон.

## Про сингл
Основна тематика синглу — помста. Меттью Так, соліст та ритм-гітарист гурту, сказав:
«Розбудити демона» — це пошук чийогось внутрішнього демона. Більшість із нас у групі були розгублені у школі, тому пісня розповідає про те, як ми мучимося, день за днем цілими роками, а потім одного дня — «бац!» — відбиваємося! 
7 квітня 2009 року «Waking the Demon» стала доступна для завантаження у грі Rock Band. Також на композицію було відзняте музичне відео, автором сценарію та режисером якого виступив Макс Ніколс. Однак, цей відеокліп відсутній на офіційній сторінці гурту на YouTube.

## Список композицій
| iTunes сингл             | iTunes сингл                       | iTunes сингл |
| #                        | Назва                              | Тривалість   |
| ------------------------ | ---------------------------------- | ------------ |
| 1.                       | «Waking the Demon»                 | 4:08         |
| 2.                       | «Say Goodnight» (акустична версія) | 3:14         |
| Загальна тривалість 7:22 |                                    |              |

## Позиції в чартах
| Чарти (2008)                      | Найвища позиція |
| --------------------------------- | --------------- |
| США (Mainstream Rock) (Billboard) | 39              |

## Учасники запису
Інформація про учасників запису запозичена з сайту AllMusic:
- Меттью Так — вокал, ритм-гітара
- Майкл Педжет — гітара, беквокал
- Джейсон Джеймс — бас-гітара, вокал
- Майкл Томас — барабани